# هوخستراتن
هوخستراتن (تنطق بالهولندية: [ˈɦoːxstraːtə(n)]) هي بلدية تقع بمقاطعة أنتفيرب ببلجيكا.

## أعلام
- غيرت فيرهاين
- جان فيريهين
- ياب ماير
- ودو بيترز
- باستو